# 1896
| 1896                                                         |
| ------------------------------------------------------------ |
| Dødsfald - Fødsler                                           |
| • Begivenheder • Film • Litteratur • Musik • Politik • Sport |

| Gregoriansk kalender | 1896 MDCCCXCVI          |
| Ab urbe condita      | 2649                    |
| Armensk kalender     | 1345 ԹՎ ՌՅԽԵ            |
| Kinesiske kalender   | 4592 – 4593 乙未 – 丙申 |
| Etiopisk kalender    | 1888 – 1889             |
| Jødisk kalender      | 5656 – 5657             |
| Hindukalendere       |                         |
| - Vikram Samvat      | 1951 – 1952             |
| - Shaka Samvat       | 1818 – 1819             |
| - Kali Yuga          | 4997 – 4998             |
| Iransk kalender      | 1274 – 1275             |
| Islamisk kalender    | 1314 – 1315             |

Konge i Danmark: Christian 9. 1863-1906
Se også 1896 (tal)

## Begivenheder

### Januar
- 2. januar – Jameson-togtet standses af boerne.
- 3. januar – Kejser Wilhelm 2.'s lykønskning til boerne (Krüger-telegrammet) i anledning af Jameson-togtets fiasko, vækker vrede i England.
- 4. januar – Utah bliver optaget som USA's 45. stat.
- 14. januar – For første gang bliver der anvendt røntgenbilleder

### Februar
- 14. februar – Danmarks Idræts-Forbund bliver stiftet

### Marts
- 1. marts - i slaget ved Adowa forsvarer Etiopien sin uafhængighed overfor Italien
- 31. marts - den amerikanske opfinder Whitcomb Judson får patent på lynlåsen

### April
- 6.-15. april - De første olympiske lege i nyere tid: Den I Olympiades Lege i Athen

### Maj
- 4. maj - første udgave af Daily Mail på gaden
- 26. maj - Nikolaj 2. Aleksandrovitj krones til zar af Rusland under navnet Nikolaj 2.

### Juni
- 2. juni - Guglielmo Marconi ansøger om patent på sin opfindelse af en trådløs telegraf - senere kaldet radio
- 7. juni - der vises levende billeder - film - i Danmark for første gang. Det sker i Panorama på Rådhuspladsen i København

### August
- 10. august - Kejserinde Dagmar og familie gæster Danmark[1]
- 16. august - der findes guld i Klondike, hvad der fører til guldfeber
- 27. august - den engelsk-zanzibariske krig, kendt som verdenshistoriens korteste krig, udkæmpes. Den varer blot fra kl. 09.00 til 09.45

### Oktober
- 1. oktober - Dagbladet Kristeligt Dagblad bliver grundlagt af mænd fra Indre Mission som en modvægt til den kultur- og åndskamp, der prægede perioden, ikke mindst som modvægt til »Politiken«, der så verden 12 år tidligere

### November
- 14. november - i England sættes hastighedsgrænsen for "hesteløse køretøjer" op fra 4 mil/time (dog kun 2 i byer) til 14 mil/time. Det markeres med det første London-Brighton bilvæddeløb

### December
- 11. december - Guglielmo Marconi præsenterer for første gang en radio. Det foregår i London

### Udateret
- I Malmø rejses i forbindelse med den Nordiske industri- og sløjdudstilling i byen den kontroversielle rytterstatue af Skånelandenes erobrer Karl X Gustav i kæmpeformat på Store Torv

- Fabrikken Stanley overtager produktionen af Leonard Baileys jernhøvle
- Henri Becquerel opdager radioaktiviteten.
- Danmarks første moderne husmandsforening dannes i Han Herred (daværende Thisted Amt).

## Født
- 5. januar - Eyvind Johan-Svendsen, dansk skuespiller (død 1946).
- 12. januar – Lia Orlandini, italiensk skuespillerinde og stemmeskuespiller (død 1975).
- 14. januar - John Dos Passos, amerikansk forfatter (død 1970).
- 24. januar  – Johannes Theodor Suhr, dansk biskop (død 1997).
- 4. februar – Friedrich Hund, tysk fysiker (død 1997).
- 7. februar – Jacob Paludan, forfatter (Jørgen Stein), (død 1975).
- 12. februar – – Dorothy Frooks, amerikansk forfatter, advokat og suffragist (død 1997).
- 20. februar – Emil Vodder, dansk læge (død 1986).
- 4. marts – Kai Emil Holm, dansk skuespiller, (død 1985).
- 8. april – Einar Juhl, dansk skuespiller (død 1982).
- 24. maj – Johan Hye-Knudsen, kgl. dansk kapelmester, komponist og cellist (død 1975).
- 30. maj – Howard Hawks, amerikansk filminstruktør og manuskriptforfatter (død 1977).
- 6. juni – Henry Allingham, engelsk veteran (død 2009).
- 11. juni – Julius Bomholt, dansk politiker, (død 1969).
- 9. august – Jean Piaget, schweizisk psykolog (død 1980).
- 12. august – Ejner Federspiel, dansk skuespiller, (død 1981).
- 4. september - Antonin Artaud, fransk forfatter, skuespiller og instruktør (død 1948).
- 20. september – Fleming Lynge, dansk forfatter og filmmanuskriptforfatter, (død 1970).
- 21. september – Walter Breuning, verdens ældste nulevende mand (død 2011).
- 24. september – F. Scott Fitzgerald, amerikansk forfatter (Den store Gatsby), (død 1940).
- 12. oktober – Eugenio Montale, italiensk digter og nobelprismodtager (død 1981).
- 30. oktober – Carl Erik Soya, dansk forfatter og dramatiker, (død 1983).

## Dødsfald
- 11. januar – Anton Bruckner, østrigsk komponist. (født 4. september 1824).
- 10. december – Alfred Nobel, svensk kemiker, ingeniør, opfinder (dynamit), sprængstoffabrikant og stifter af Nobelprisen. (født 21. oktober 1833).
- 18. december – Adolph Constantin Meyer, dansk matematiker. (født 20. maj 1854).

## Sport
- 12. februar – Den første professionelle boksekamp afholdes i Danmark, da Jim Smith besejrer P.L. Jacobsen i København.
- 1. april: Viborg Fodsports Forening grundlægges
- Afholdelse af de første moderne Olympiske lege efter initiativ af Pierre de Coubertin